# Preußische T 32
Die preußische T 32 war eine Schmalspurdampflokomotive für die Spurweite 1.000 mm und wurde in Thüringen eingesetzt.

## Geschichte
Nach der Verstaatlichung der Bahnstrecke Eisfeld–Schönbrunn 1895 beschafften die Preußischen Staatseisenbahnen 1897 eine neue 3-fach gekuppelte Lokomotive, die von der Maschinenfabrik Christian Hagans in Erfurt geliefert worden war. Sie trug ursprünglich die Nummer Erfurt 1605, zwischendurch T29 Erfurt 9153, T30 Erfurt 9153 und ab 1911 T 32 Erfurt 41. Im Jahr 1910 wurde sie auf die Bahnstrecke Hildburghausen–Lindenau-Friedrichshall umgesetzt. 1922 wurde sie ausgemustert und an die Lokalbahn Aktien-Gesellschaft München verkauft.